# South Hornchurch
South Hornchurch est une zone anglaise située à l'est de Londres, dans le borough londonien de Havering.